# Nuncjatura Apostolska w Australii
Nuncjatura Apostolska w Australii – misja dyplomatyczna Stolicy Apostolskiej w Australii. Siedziba nuncjusza apostolskiego mieści się w Canberze.

## Historia
15 kwietnia 1914 papież Pius X utworzył Delegaturę Apostolską Australii. Zmieniała ona nazwę:
- w 1921 na Delegatura Apostolska Australazji
- w 1947 na Delegatura Apostolska Australii, Nowej Zelandii i Oceanii
- w 1968 na Delegatura Apostolska Australii i Papui-Nowej Gwinei.

5 marca 1973 papież Paweł VI podniósł ją do rangi nuncjatury i zmienił nazwę na obecną.

## Szefowie misji dyplomatycznej Stolicy Apostolskiej w Australii

### Delegaci apostolscy
- abp Bonaventura Cerretti (1914 - 1917) Włoch
- abp Bartolomeo Cattaneo (1917 - 1933) Włoch
- abp Filippo Bernardini (1933 - 1935) Włoch
- abp Giovanni Panico (1935 - 1948) Włoch
- abp Paolo Marella (1948 - 1953) Włoch
- abp Romolo Carboni (1953 - 1959) Włoch
- abp Maximilien de Furstenberg (1959 - 1962) Belg
- abp Domenico Enrici (1962 - 1968) Włoch
- abp Gino Paro (1969 - 1973) Włoch

### Pronuncjusze apostolscy
- abp Gino Paro (1973 - 1978) Włoch; w latach 1973 - 1977 także delegat apostolski Papui-Nowej Gwinei i Wysp Salomona
- abp Luigi Barbarito (1978 - 1986) Włoch
- abp Franco Brambilla (1986 - 1998) Włoch

### Nuncjusze apostolscy
- abp Francesco Canalini (1998 - 2004) Włoch
- abp Ambrose De Paoli (2004 - 2007) Amerykanin
- abp Giuseppe Lazzarotto (2007 - 2012) Włoch
- abp Paul Gallagher (2012 - 2014) Brytyjczyk
- abp Adolfo Yllana (2015 - 2021) Filipińczyk
- abp Charles Balvo (od 2022) Amerykanin